# Goerodes emarginatus
Goerodes emarginatus är en nattsländeart som beskrevs av Ito 1985. Goerodes emarginatus ingår i släktet Goerodes och familjen kantrörsnattsländor. Inga underarter finns listade i Catalogue of Life.